# Sterben
Sterben is een Duitse dramafilm uit 2024, geschreven, geregisseerd en mede geproduceerd door Matthias Glasner.

## Verhaal
De familie Lunies is al lang geen hechte familie meer. De zeventigjarige Lissy Lunies is stilletjes blij als haar man Gerd, die langzaam aan dementie wegkwijnt, in een verzorgingshuis wordt geplaatst. Maar haar nieuw gevonden vrijheid is van korte duur want diabetes, kanker, nierfalen en het begin van blindheid geven aan dat ze zelf niet veel tijd meer heeft. Ondertussen werkt haar zoon Tom, die dirigent is, samen met zijn depressieve beste vriend Bernard aan een compositie getiteld "Sterben". Toms ex-vriendin Liv wil dat hij de surrogaatvader van haar kind wordt en zijn zus Ellen, een alcoholiste, begint een affaire met een getrouwde tandarts die eveneens een drankprobleem heeft. Geconfronteerd met de dood ontmoeten de vervreemde familieleden elkaar eindelijk weer.

## Rolverdeling
| Acteur             | Personage       |
| ------------------ | --------------- |
| Lars Eidinger      | Tom Lunies      |
| Lilith Stangenberg | Ellen Lunies    |
| Corinna Harfouch   | Lissy Lunies    |
| Robert Gwisdek     | Bernard         |
| Ronald Zehrfeld    | Sebastian Vogel |
| Saskia Rosendahl   | Ronja           |
| Anna Bederke       | Liv             |
| Saerom Park        | Mi-Do           |
| Hans-Uwe Bauer     | Gerd Lunies     |

## Release
Sterben ging op 18 februari 2024 in première op het Internationaal filmfestival van Berlijn in de competitie voor de Gouden Beer.

## Prijzen en nominaties
De belangrijkste:
| Jaar | Prijs                                   | Categorie                         | Genomineerde(n)  | Uitslag     |
| ---- | --------------------------------------- | --------------------------------- | ---------------- | ----------- |
| 2024 | Internationaal filmfestival van Berlijn | Gouden Beer                       | Matthias Glasner | Genomineerd |
| 2024 | Internationaal filmfestival van Berlijn | Zilveren Beer voor beste scenario | Matthias Glasner | Gewonnen    |